# Van Heiden

Grootwapen von Heyden / van Heiden 1816

Wapen von Heyden / van Heiden 1814

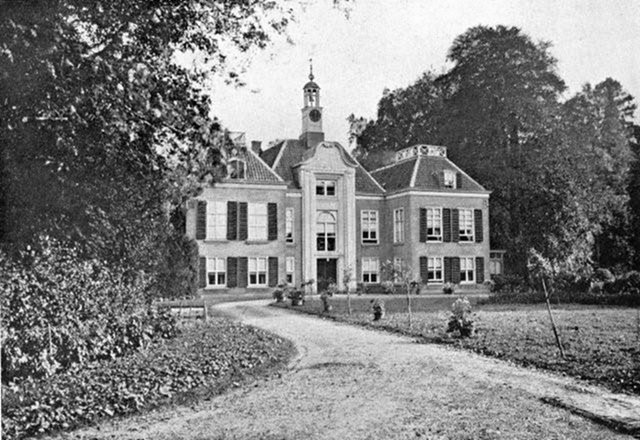
Kasteel 't Joppe in 1908

Van Heiden (ook: Van Heiden Reinestein en: Von Heyden) is een adellijk geslacht van Westfaalse oorsprong.
De oudst bekende voorouder van het geslacht is ridder Menso de Heydene die omstreeks 1317 met het vrijgraafschap Heiden in de buurt van de plaats Borken werd beleend.
Sommige leden van de Nederlandse tak voerden sinds 1816 de titel van graaf maar deze grafelijke tak is in 1886 uitgestorven.
Tweede Kamerlid Sigismund Jacques van Heiden Reinestein (1771-1830) werd op 28 augustus 1814 benoemd in de Ridderschap van Drenthe en verkreeg het predicaat jonkheer en op 5 februari 1816 werd hem de titel van graaf op allen verleend. Zijn zoon Louis van Heiden Reinestein (1809-1882) was eveneens Tweede Kamerlid.
In 1850 werd Lodewijk van Heiden (1772-1850) opgenomen in de Estlandse ridderschap met de titel van graaf.
In 1920 en 1925 werden zeer verre verwanten van die grafelijke tak, die de naam Von Heyden droegen, ingelijfd in de Nederlandse adel met het predicaat van jonkheer; de gemeenschappelijk voorvader van beide takken stamde uit de 16e eeuw. Alleen die laatste tak leeft nog voort in Nederland. Een telg uit die laatste tak, L.F.M. de Maes Janssens-von Heijden (1920-2011), bewoonde tot haar overlijden Huis 't Joppe dat via haar moeder, L.J.F. von Heijden-baronesse van Hövell tot Westerflier en Wezeveld (1893-1984) die op het huis werd geboren en er overleed, in haar bezit kwam.

## Enkele telgen
- Godfried von Heyden (?-1670), heer van Schönrath en Böck
- Johan Sigismund van Heiden (1656-1730), heer van Ootmarsum en gouverneur van Wesel
- Alexander Carel van Heiden (1709-1776), drost van Coevorden en van de Landschap Drenthe
- Sigismund van Heiden Hompesch (1731-1790), drost van Twente
- Sigismund Pierre Alexander van Heiden-Reinestein (1740-1806), heer van Entinge en Reinestein
- Sigismund Jacques van Heiden Reinestein (1771-1830), Tweede Kamerlid
- Lodewijk van Heiden (1772-1850), Hagenaar, later: Russisch admiraal
- Louis van Heiden Reinestein (1809-1882), Tweede Kamerlid
- Hubertus Joan Wilhelmus Jozef von Heijden, heer van Kütersbrock (1889-1945), burgemeester van Haaksbergen
- Felix von Heijden  (1890-1982), voetballer